# Lorenz Conrad Peters
Lorenz Conrad Peters (11. januar 1885 i Øvenum på Før – 30. juli 1949 i Århus) var en nordfrisisk lærer og forfatter. Han skrev blandt andet komedien Oome Peetje ütj Amerika (på dansk Onkel Peter fra Amerika), som drøfter inflationen og udvandringen til Nordamerika. I 1925 udgav han en læsebog på både Öömrang og Fering. Han skrev også en række teaterstykker og sange som den på øen den dag i dag populære sang Loonslidj, huuch a harten (på dansk Landsmænd, hurra for hjerterne). I 1927 publicerede han en nordfrisisk sangbog. Peters skrev også Min öömrang lun, som nu har karakter af en regional hymne på øen Amrum.
Peters var en central skikkelse i den nordfrisiske bevægelse i 1900-tallet. Var han i 1920 endnu fortaler for et tysk Nordfrisland, udtalte han sig efter anden verdenskrig for en genforening med Danmark. Peters var i 1948 medstifter af foreningen Nordfriisk Instituut, hvis mål var at overvinde konflikten mellem tysksindede, dansksindede og nationale nordfrisere. 
Peters var frimurer, hvilket medførte politiske indskrænkninger i den nationalsocialistiske tid. 

## Eksterne links
- Biografi på deutsche-biographie.de (tysk)